# Pronoplon
Pronoplon is een kevergeslacht uit de familie van de boktorren (Cerambycidae). De wetenschappelijke naam van het geslacht werd voor het eerst geldig gepubliceerd in 1967 door Martins.

## Soorten
Pronoplon is monotypisch en omvat slechts de volgende soort:
- Pronoplon rubriceps (Gounelle, 1909)